# Chongos Bajo (distrito)
Chongos Bajo é um distrito da província de Chupaca, localizado do Departamento de Junín, Peru.

## Transporte
O distrito de Chongos Bajo é servido pela seguinte rodovia:
- JU-110, que liga o distrito de Chongos Alto à cidade de Viques
- PE-24, que liga o distrito de Cerro Azul (Região de Lima) à cidade de Chilca (Região de Junín) [2][3][4]